# صعود النمر (فلم)
صعود النمر (بالإنجليزية: The Tiger Rising) هو فيلم درامي أمريكي عام 2022، من سيناريو وإخراج راي جاراتانا، يستند إلى كتاب يحمل نفس الاسم عام 2001 من تأليف كيت دي كاميلو.

## طاقم التمثيل
- كريستيان كونفيري [3]
- دينيس كويد[3]
- كوين لطيفة [4]
- مادلين ميلز [3]
- كاثرين ماكفي [5]
- سام ترامل [5]
- نيكولاس ريان هيرنانديز[3]
- جايدن فونتين[3]

## روابط خارجية
- مقالات تستعمل روابط فنية بلا صلة مع ويكي بيانات